# Boiga quincunciata
Boiga quincunciata är en ormart som beskrevs av Wall 1908. Boiga quincunciata ingår i släktet Boiga och familjen snokar. Inga underarter finns listade.
Arten förekommer i Indien i delstaterna Assam och Arunachal Pradesh, i Myanmar och i Bhutan. Honor lägger ägg.